# Isopterygium flaviusculum
Isopterygium flaviusculum là một loài Rêu trong họ Hypnaceae. Loài này được (Müll. Hal.) Broth. mô tả khoa học đầu tiên năm 1908.